# Goßberg (Striegistal)
Goßberg ist ein Ortsteil der Gemeinde Striegistal im Landkreis Mittelsachsen im Freistaat Sachsen. Der Ort schloss sich am 1. Januar 1994 mit drei weiteren Orten zur Gemeinde Striegistal zusammen, die wiederum am 1. Juli 2008 um die Gemeinde Tiefenbach erweitert wurde.

## Geographie

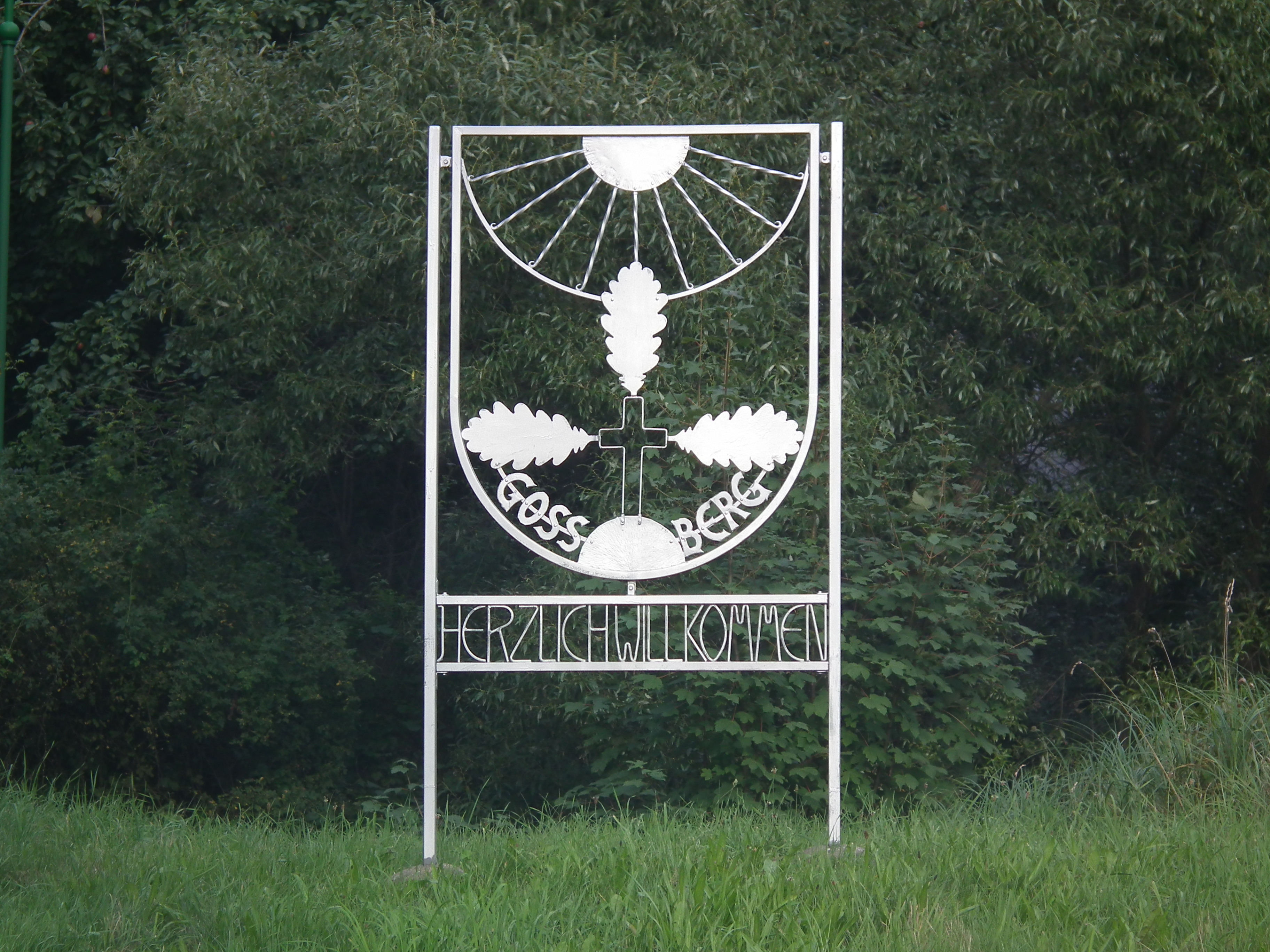
Ortseingang Goßberg

### Geographische Lage
Goßberg liegt auf einer Anhöhe zwischen drei kleineren Fließgewässern: der den südlichen Teil des Zellwaldes entwässernden Aschbach, der aus Langhennersdorf kommende Langhennersdorfer Bach und der Großen Striegis, in die die beiden anderen Bäche münden. Südlich von Goßberg liegt die zum Ort gehörige Siedlung Lichtenstein im Tal des Berzebachs.

### Verkehr
Goßberg liegt im Südosten von Striegistal in unmittelbarer Nähe zur Anschlussstelle 74 Berbersdorf der nördlich des Orts befindlichen Autobahn 4. Der Ort ist nur durch eine 1 Kilometer entfernte Bushaltestelle an der Gabelung nach Pappendorf und Mobendorf an die Buslinie 691 angebunden.

### Nachbarorte
| Berbersdorf | Schmalbach                                  |             |
| Pappendorf  | Kompassrose, die auf Nachbargemeinden zeigt | Reichenbach |
| Mobendorf   | Seifersdorf                                 |             |

## Geschichte

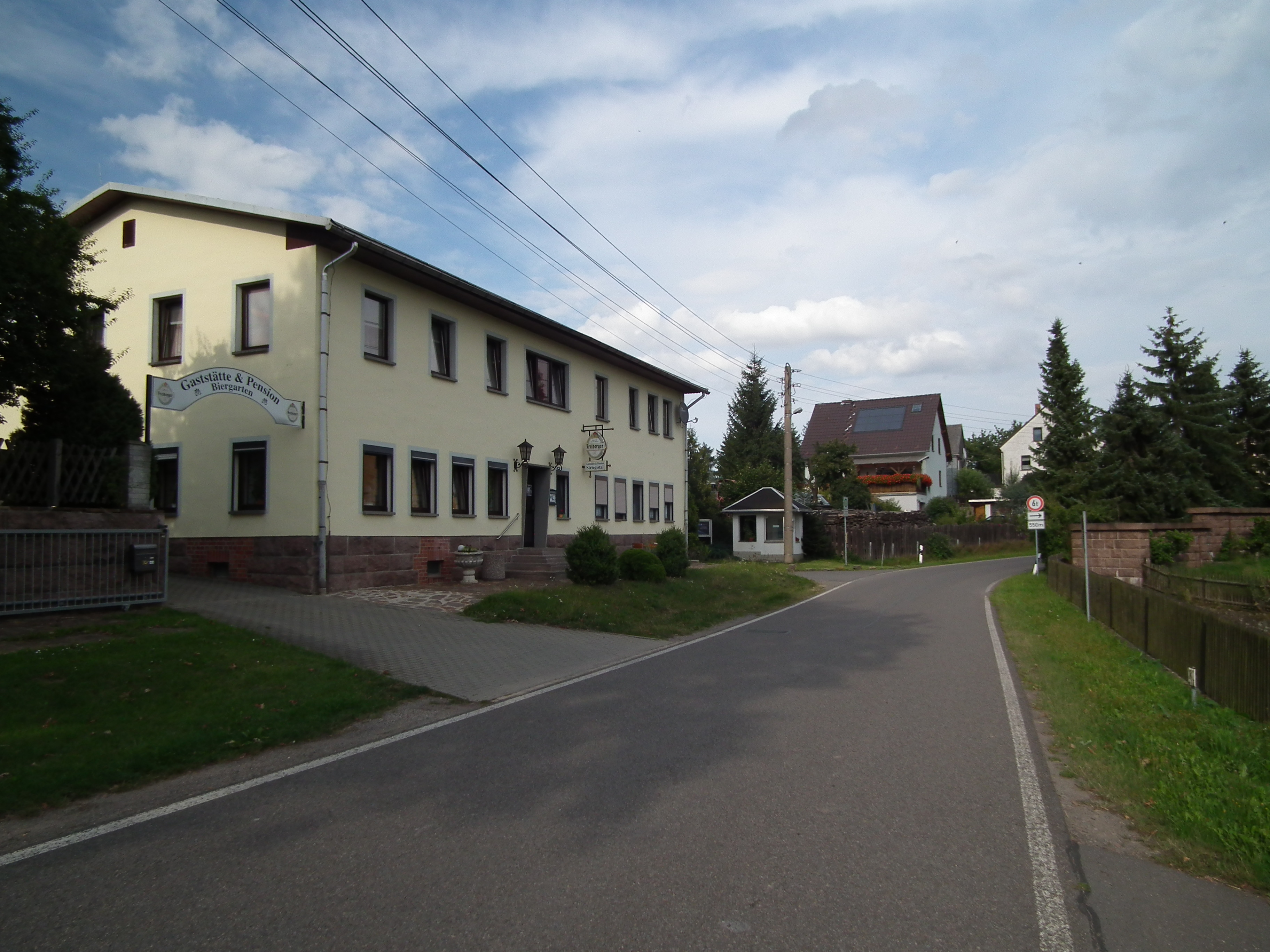
Ortsansicht Goßberg

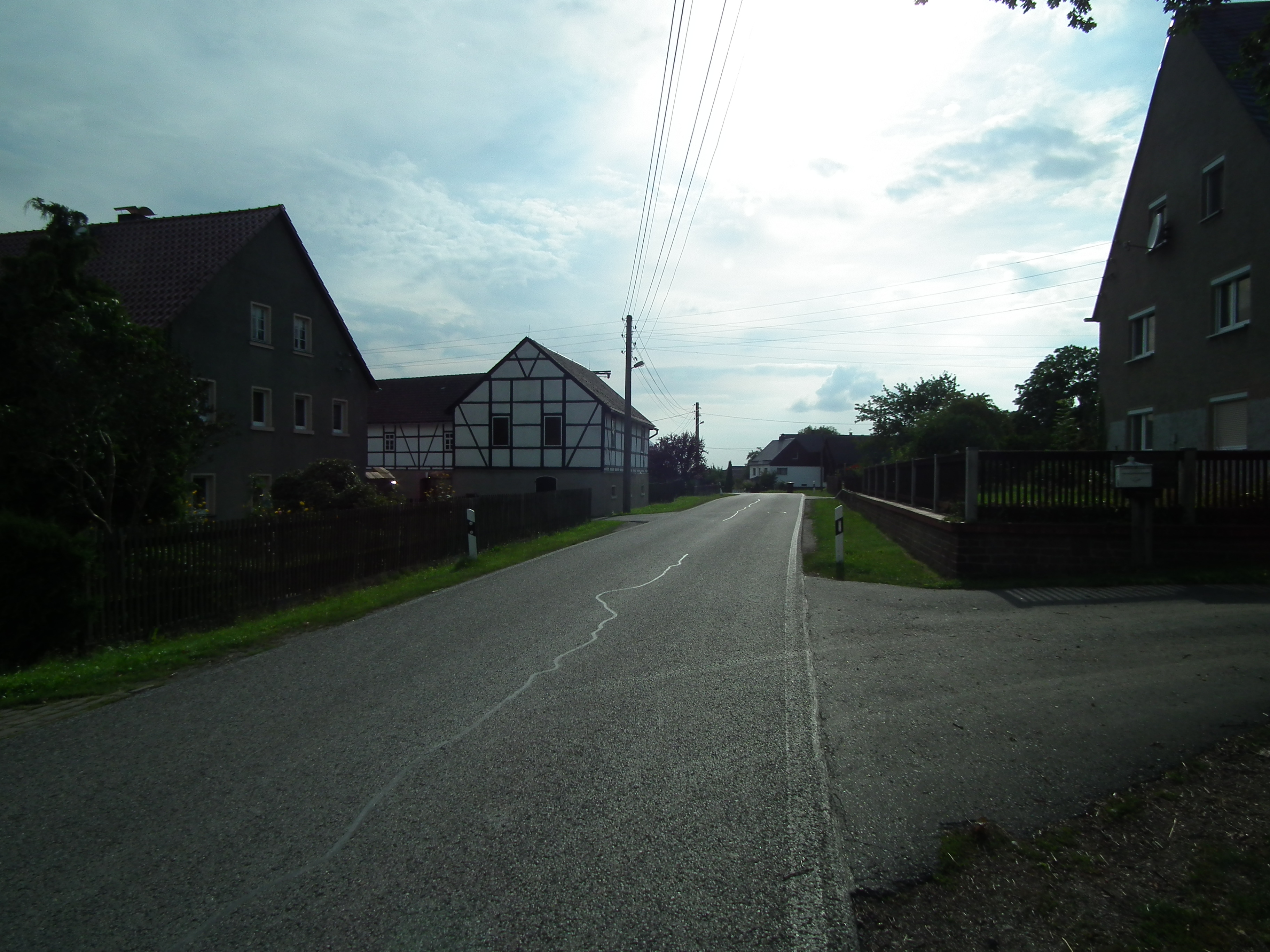
Ortsansicht Goßberg

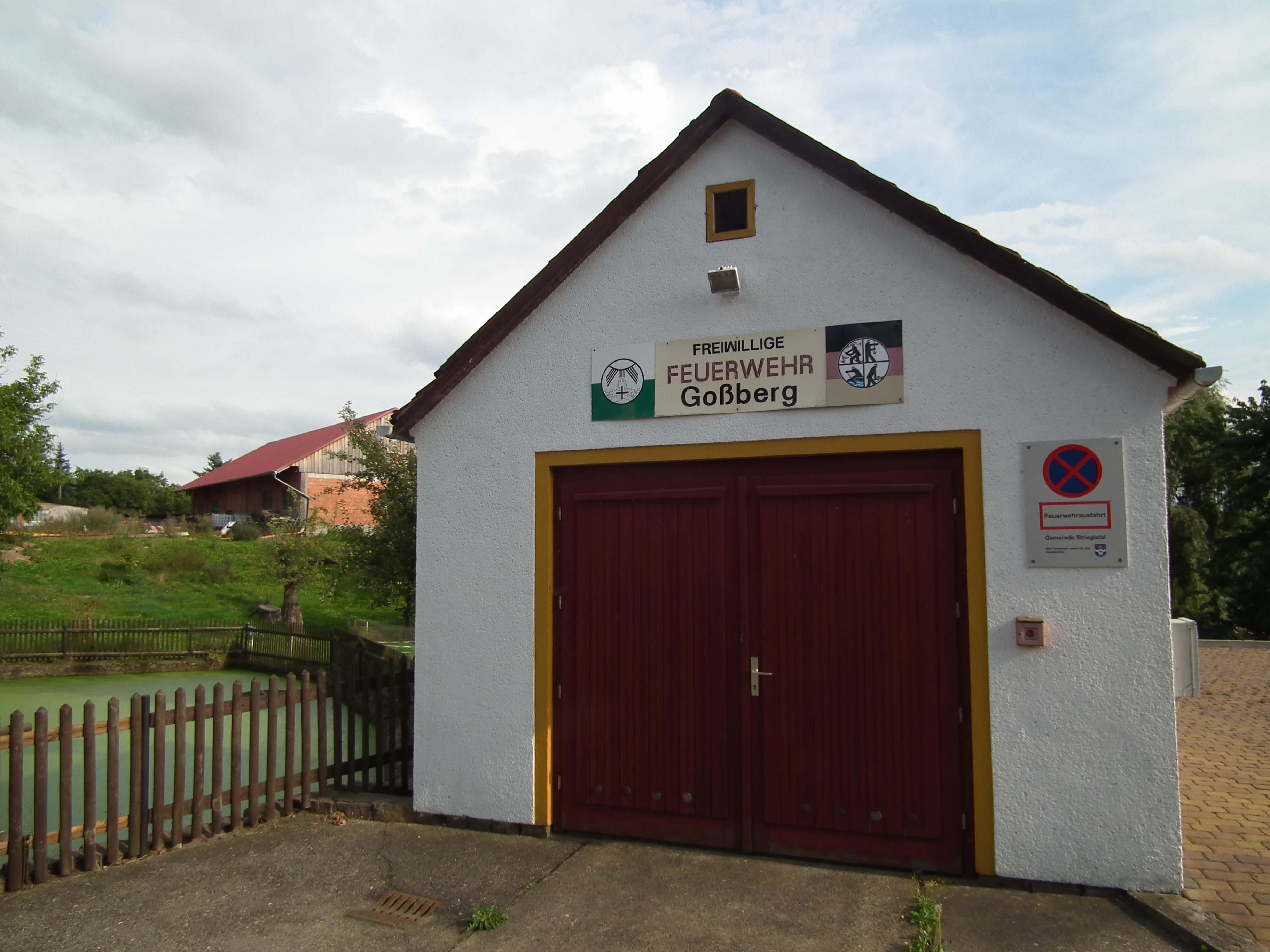
Freiwillige Feuerwehr Goßberg

Goßberg wurde 1428 erstmals als Gogisperg urkundlich erwähnt. In diesem Jahr hat es schon mehr als zwei Jahrhunderte existiert. Goßberg ist nach Pappendorf gepfarrt. Der Setzrichter musste allerdings einen Teil der Gerichtsgefälle dem Richter in Reichenbach geben. Goßberg bildet mit der Größe von reichlich 18 Hufen innerhalb der Stiftung von Markgraf Otto von insgesamt 800 Hufen einen kleinen Teil der von Anfang an zum Klosterterritorium gehörigen Fläche. Es ist zu vermuten, dass es eine Restrodung nach 1162 ist. Dafür gibt es keine urkundlichen Belege, aber viele Indizien. Die Mehrzahl der von Otto gegründeten Dörfer, die zum Stiftungsgebiet des Klosters Altzella gehörten, sind Reihendörfer mit Waldhufenflur, vielfach größer als 30 Hufen. Goßberg ist ein Straßenangerdorf mit Gelängeflur. In der Mehrzahl der Dörfer der Region regelten Erbrichter das Zusammenleben und den Kontakt mit dem Grundherrn, in Goßberg war es ein Setzrichter.
Bis zur Reformation 1540 war das Kloster Altzella Grundherr über den Ort. Danach gelangte das Dorf aus dem Besitz des säkularisierten Klosters Altzella in den Besitz von Ulrich von Mordeisen. Nach dessen Ableben verkaufte sein Sohn Rudolph die fünf geerbten Dörfer Berbersdorf, Goßberg, Kaltofen, Mobendorf und Pappendorf 1587 an Markgraf Christian. Fortan gehörte das Dorf bis 1856 als Amtsdorf zum kursächsischen bzw. königlich-sächsischen Amt Nossen. Ab 1856 gehörte Goßberg zum Gerichtsamt Hainichen und ab 1875 zur Amtshauptmannschaft Döbeln, welche 1939 in Landkreis Döbeln umbenannt wurde.
Mit der zweiten Kreisreform in der DDR 1952 wurde die Gemeinde Goßberg dem neu gegründeten Kreis Hainichen im Bezirk Chemnitz (1953 in Bezirk Karl-Marx-Stadt umbenannt) angegliedert, welcher ab 1990 als sächsischer Landkreis Hainichen fortgeführt wurde und 1994 im Landkreis Mittweida bzw. 2008 im Landkreis Mittelsachsen aufging.
Am 1. Januar 1994 schloss sich die Gemeinde Goßberg mit den Gemeinden Pappendorf (mit Kaltofen), Mobendorf und Berbersdorf (mit Schmalbach) zur Gemeinde Striegistal zusammen. Diese vereinigte sich wiederum am 1. Juli 2008 mit der Gemeinde Tiefenbach zur neuen Gemeinde Striegistal.

### Ortsnamenformen
- 1428 Gogisperg[9]
- 1470 Cospergk
- 1497 Gaußpergk
- 1542 Goßberg
- 1590 Gottesberg
- 1670 Goßbergk
- 1828 Gosberg vulgo Gußbrich

### Deutung/Herkunft des Namens
Im Historischen Ortsnamenbuch von Sachsen ist zu lesen: „Die Rekonstruktion des spätmittelalterlichen Namens muß offenbleiben. Vielleicht ein ursprünglicher [Flurname]. Auch ein [Personenname] zu mhd. gogen gogelen, ausgelassen sein, sich possenhaft hin und her bewegen, ist möglich.“
Damit sind eigentlich alle Vermutungen, die einen Zusammenhang des Namens mit dem, bedingt durch die Schreibung Gottesberg von 1590 Kloster Altzella in Verbindung bringen, ad absurdum geführt.

## Sehenswürdigkeiten/Tourismus
Goßberg wird vom Naturschutzgebiet Aschbachtal und dem Landschaftsschutzgebiet Striegistäler begrenzt. Längs der Striegis führt ein Wanderweg von Hainichen kommend über Berbersdorf, Kaltofen, Pappendorf und Goßberg die Große Striegis aufwärts.
Von Goßberg bis Bräunsdorf ist er als Geologie-Wanderweg ausgeschildert. Viele geologische Aufschlüsse werden auf Tafeln benannt und beschrieben.
Die unmittelbare Umgebung kann auf zwei kürzeren ausgeschilderten Rundwanderwegen erkundet werden.
 Startpunkt können die Parkplätze wenig oberhalb der ehemaligen Goßberger Mühle sein.
Bei der Mühle, am Ufer der Großen Striegis, befindet sich eine überdachte Sitzgruppe. Im Ort gibt es eine Gaststätte mit angeschlossener Pension.